# FC Tokyo 1999
Questa voce raccoglie le informazioni riguardanti il FC Tokyo nelle competizioni ufficiali della stagione 1999.

## Stagione
Ottenuto lo statuto di club a regime professionistico e assunto il nome di FC Tokyo, la squadra si apprestò a esordire in J. League con una rosa che includeva prevalentemente giocatori scartati dai grandi club: grazie a un secondo posto il FC Tokyo ottenne la promozione in prima divisione mentre nella Coppa di Lega giunse sino alle semifinali dove fu fermato dal Kashima Antlers. A metà stagione la squadra partecipò inoltre alla Coppa dell'Imperatore dove fu eliminata dallo Júbilo Iwata al quarto turno.

## Divise e sponsor
Le maglie, prodotte dall'Adidas, recano sulla parte anteriore lo sponsor ampm, accompagnato dalle scritte TEPCO ed Enesta.
| Manica sinistra · Manica sinistra · Maglietta · Maglietta · Manica destra · Manica destra · Pantaloncini · Pantaloncini · Calzettoni · Calzettoni | Manica sinistra · Manica sinistra · Maglietta · Maglietta · Manica destra · Manica destra · Pantaloncini · Pantaloncini · Calzettoni · Calzettoni |  |

## Rosa
| N. |                     | Ruolo | Calciatore        |
| -- | ------------------- | ----- | ----------------- |
| 1  | Giappone (bandiera) | P     | Hiromitsu Horiike |
| 2  | Giappone (bandiera) | D     | Takeshi Aoi       |
| 3  | Brasile (bandiera)  | D     | Sandro            |
| 4  | Giappone (bandiera) | D     | Mitsunori Yamao   |
| 5  | Giappone (bandiera) | D     | Yoshinori Furube  |
| 6  | Giappone (bandiera) | C     | Hiroki Shinjo     |
| 7  | Giappone (bandiera) | C     | Satoru Asari      |
| 8  | Giappone (bandiera) | D     | Ryūji Fujiyama    |
| 9  | Giappone (bandiera) | A     | Jun Wada          |
| 10 | Giappone (bandiera) | C     | Takashi Okuhara   |
| 11 | Brasile (bandiera)  | A     | Amaral            |
| 12 | Giappone (bandiera) | D     | Osamu Umeyama     |
| 13 | Giappone (bandiera) | C     | Kensuke Kagami    |
| 14 | Giappone (bandiera) | C     | Yukihiko Sato     |
| 15 | Brasile (bandiera)  | C     | Almir             |
| 16 | Giappone (bandiera) | C     | Toshiki Koike     |

| N. |                     | Ruolo | Calciatore          |
| -- | ------------------- | ----- | ------------------- |
| 17 | Giappone (bandiera) | A     | Toru Kaburagi       |
| 18 | Giappone (bandiera) | C     | Hayato Okamoto      |
| 19 | Giappone (bandiera) | D     | Makoto Kita         |
| 20 | Giappone (bandiera) | D     | Osamu Matsumoto     |
| 21 | Giappone (bandiera) | P     | Taishi Endo         |
| 22 | Giappone (bandiera) | P     | Takayuki Suzuki     |
| 23 | Giappone (bandiera) | C     | Takuya Satō         |
| 24 | Giappone (bandiera) | C     | Masamitsu Kobayashi |
| 25 | Giappone (bandiera) | C     | Junichi Okamoto     |
| 26 | Giappone (bandiera) | D     | Takayuki Komine     |
| 27 | Giappone (bandiera) | A     | Masatoshi Matsuda   |
| 28 | Giappone (bandiera) | A     | Jun Enomoto         |
| 29 | Giappone (bandiera) | D     | Shinichi Kawase     |
| 30 | Giappone (bandiera) | D     | Minoru Kobayashi    |
| 31 | Giappone (bandiera) | P     | Kazuaki Hayashi     |
| 32 | Giappone (bandiera) | P     | Hiroyuki Nitao      |

## Statistiche

### Statistiche di squadra
| Competizione           | Punti | Totale | Totale | Totale | Totale | Totale | Totale | DR  |
| Competizione           | Punti | G      | V      | N      | P      | Gf     | Gs     | DR  |
| ---------------------- | ----- | ------ | ------ | ------ | ------ | ------ | ------ | --- |
| J. League Division 2   | 64    | 36     | 21     | 3      | 12     | 51     | 35     | +16 |
| Coppa Yamazaki Nabisco | -     | 8      | 3      | 2      | 3      | 12     | 10     | +2  |
| Coppa dell'Imperatore  | -     | 4      | 3      | 0      | 1      | 14     | 3      | +11 |
| Totale                 | -     | 48     | 27     | 5      | 16     | 77     | 48     | +29 |

## Fonti

### Videografia
- FC Tokyo Stars 1999-2008 (FC東京 スターズ 1999-2008?) ASIN B002AR5O7U